# Cumiques
Os Cumiques (Koumyks; Къумукълар em russo:  кумыки) são um povo Turcomano, que vive no planalto do mesmo nome, no leste do Daguestão, na Rússia, ao sul do rio Terek, às margens do Mar Cáspio. Sua população no local é de cerca de 430 mil pessoas, falam a língua kumyk, e são muçulmanos Sunitas, embora haja resquícios de cultos anteriores à sua islamização. 

## História
Supõe-se que são os povos Kamis ou Kamaks aos quais Ptolomeu se referiu. Muitos exploradores os veem com descendentes dos Cazares e A. Vambry supõe que ali tenham se estabelecido durante o apogeu do Império Cazar no século VIII.
Do século XVI ao século XVIII, formaram um reino independente, cujo centro era Tarki (proximidades de Mahackala) e era governado por um Shamkal. Sua influência variou muito durante esse período, mas pode ser considerado que ocupava aproximadamente o atual território do Daguestão.
Sua civilização é mais antiga do que as das demais tribos dessa região, mas eles sempre respeitaram as terras dos Nogais, que viviam ao norte do Terek, em terras mais férteis. Os russos se estabeleceram em suas terras e continuaram sua conquista durante o reinado de Pedro, o Grande. A área se tornou estratégica durante a Guerra Russo-Persa (1722-1723).
Mais recentemente tem havido um movimento nacionalista  liderado, dentre outros por Salau Aliyev, que reivindica a soberania dos Cumiques, separando-os do Daguestão. Essa ideia se inspira nos Cazares  e no apoio do Shamkalat de Tarki..